# PZL SW-4
PZL SW-4 Puszczyk – polski lekki śmigłowiec produkcji PZL Świdnik, opracowany na przełomie XX/XXI wieku.

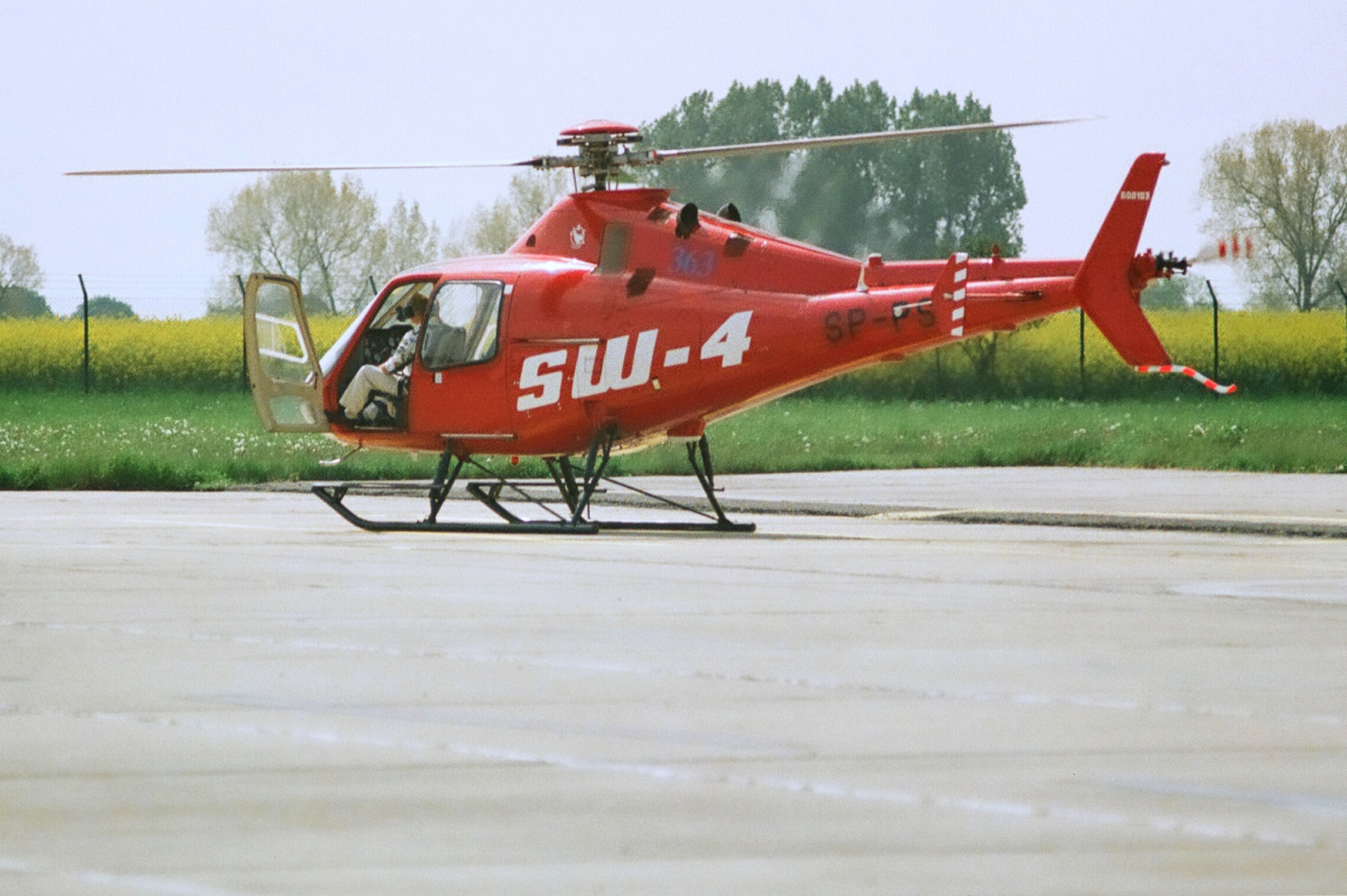
Prototyp nr rej. SP-PSW (2002)

PZL SW-4 powstał w latach 90. XX wieku w PZL Świdnik jako następca przestarzałego i paliwożernego Mi-2, produkowanego na radzieckiej licencji przez wiele lat w świdnickich zakładach. Jest to lekki śmigłowiec wielozadaniowy napędzany jednym silnikiem Rolls-Royce 250-C20R/2 o mocy 457 KM. Został zaprojektowany w zgodności z europejskimi przepisami lotniczymi JAR-27 i amerykańskimi FAR-27, a ponadto uzyskał certyfikaty MAK i EASA. Produkcja SW-4 odbywa się w zakładach PZL Świdnik od 2004 roku. Według niepotwierdzonych informacji SW-4 montowany jest także w Chinach. Wojskowym użytkownikiem SW-4 są jedynie polskie Siły Powietrzne, które używają 24 maszyn w wariancie szkolnym.

## Historia
Prace nad pierwszym polskim, lekkim, trzyosobowym śmigłowcem rozpoczęto w WSK Świdnik na początku lat 60. XX wieku. W wyniku tych prac powstał prototyp oznaczony SM-4 Łątka. Jednakże w roku 1964 przerwano pracę, co było spowodowane zakupieniem licencji na śmigłowiec Mi-2.
W latach 80. XX wieku stało się jasne, że śmigłowiec Mi-2, produkowany od 1965 roku na licencji w WSK Świdnik jest już przestarzałą konstrukcją. W roku 1980 rozpoczęto więc w WSK Świdnik prace nad nowym lekkim śmigłowcem, mającym zastąpić Mi-2. Pierwszym konstruktorem był Stanisław Trębacz. We wstępnych założeniach śmigłowiec miał spełniać większość wymagań postawionych przez potencjalnych odbiorców tj. wojska, policji oraz lotnictwa sanitarnego, dlatego też te wymogi uwzględniono we wstępnym projekcie. Wydarzenia w kraju, a także zaangażowanie w priorytetowy w tym czasie projekt WSK Świdnik – PZL W-3 Sokół – spowodowały spowolnienie prac i wstępny projekt maszyny zakończono dopiero na przełomie 1986 i 1987 roku.
W roku 1987 powstała pełnowymiarowa makieta, która została oficjalnie zatwierdzona przez komisję. Komisja sformułowała także kilka uwag do konstruktorów. Uznano, że śmigłowiec jest ciasny i za ciężki jak na tę klasę. Ponadto stwierdzono, że zaproponowany przez konstruktorów napęd w postaci silnika GTD-350 o mocy 400 KM stosowany dotąd w śmigłowcach Mi-2 jest mało ekonomiczny i przestarzały, dodatkowo ze względu na swoją konstrukcję uniemożliwiał późniejszą wymianę na inny, nowszy silnik. Ze względu na brak dostępu do odpowiedniego silnika, a także transformację ustrojową oraz problemy finansowe świdnickich zakładów, prace przerwano.
Wznowiono je w roku 1991 pod kierownictwem Krzysztofa Bzówki. Ze względu na zamknięcie się rynków na Wschodzie, przeprowadzono weryfikację projektu tak, aby śmigłowiec dostosować do wymogów rynków zachodnich. Przeprojektowano wiele elementów, m.in. kabinę (powiększając jej objętość) oraz kadłub (nadając mu bardziej aerodynamiczny kształt). Ponadto zmieniono strukturę statecznika pionowego i umiejscowienie statecznika poziomego tak, by zabezpieczyć pasażerów przed przypadkowym kontaktem ze śmigłem ogonowym. Podjęto decyzję o pominięciu budowy makiety i od razu przystąpiono do budowy prototypu maszyny. Zastosowano w nim silnik Allison 250-C20R. Początkowo zamierzano także zrezygnować ze śmigła ogonowego, a zamiast niego zastosować fenestron lub system NOTAR. Ze względu na ograniczone środki finansowe pozostano jednak przy tradycyjnym śmigle ogonowym.
Próbnego rozruchu prototypu SW-4 o numerze seryjnym 600101 dokonano 12 stycznia 1995 roku. Podczas tej próby śmigłowiec badał pilot doświadczalny mgr inż. Zbigniew Dąbski. Następnie w latach 1995–1996 przeprowadzono próby statyczne i dynamiczne dwóch prototypów (nr ser. 600101 i 600102). W kwietniu 1996 roku został zbudowany trzeci prototyp – przeznaczony już do prób w locie (nr ser.: 600103, nr rej.: SP-PZW). Pierwszy oblot maszyny nastąpił 26 października 1996 roku, załogę stanowili: pilot Zbigniew Dąbski, Artur Wasilak i Aleksander Czerwiński. Jednakże oficjalny oblot nastąpił trzy dni później, tj. 29 października 1996 roku w obecności wielu zaproszonych gości z instytucji zaangażowanych w ten projekt.
W roku 1997 prototyp zaprezentowano na paryskim salonie lotniczym Le Bourget. Mimo podanej atrakcyjnej ceny śmigłowiec nie cieszył się popularnością.
Oblot drugiego prototypu przeznaczonego do prób w locie (nr ser.: 600104, nr rej.: SP-PSZ) nastąpił 19 października 1998 roku. Głównie z uwagi na problemy finansowe proces kolejnych badań i prób przebiegał bardzo powoli. W latach 1998–2000 program praktycznie zawieszono.
Początkowo planowano opracowanie dla wojska jedynie szkolnych i łącznikowych wariantów SW-4. Jednakże w latach 90. XX wieku wskazywano, że polskie lotnictwo wojskowe potrzebuje lekkich śmigłowców rozpoznawczych lub przeciwpancernych działających znad własnego ugrupowania. Wobec tego konstruktorzy z PZL Świdnik, mając do dyspozycji 440 kg udźwigu, zaproponowali kilka wariantów dla polskiej armii z wyposażeniem i uzbrojeniem zamontowanym na wysięgnikach po bokach kadłuba: m.in. wariant rozpoznawczo-obserwacyjny, przeciwpancerny oraz patrolowo-interwencyjny. Planowano także w przyszłości opracowanie maszyny dwusilnikowej, o większym udźwigu.
Jednakże ostatecznie Wojsko Polskie zainteresowało się tylko szkolną i łącznikową wersją śmigłowca. W roku 2000 zainicjowano program badawczo-rozwojowy pod kryptonimem Pogoria, którego celem było opracowanie wojskowej wersji śmigłowca. W roku 2003 założono zakup ok. 30 śmigłowców dla Wojska Polskiego. Planowano zakup śmigłowców w wersji szkolnej (dla 1 Ośrodka Szkolenia Lotniczego WSOSP), a w późniejszym czasie także wersji dla eskadr transportowo-łącznikowych korpusów obrony powietrznej. Ze względów finansowych termin pierwszych dostaw dla Wojska Polskiego nieco opóźnił się.
Ostatecznie 9 listopada 2004 roku w Świdniku oblatano pierwszy seryjny egzemplarz SW-4 przeznaczony dla Wojska Polskiego (nr bocz. 0201, nr ser. 660201), a 15 listopada tego samego roku zaprezentowano go w Dęblinie. Następnie poddano go niezbędnym wojskowym badaniom kwalifikacyjnym, które trwały do początku 2006 roku.
Oficjalnie dwie pierwsze maszyny SW-4 przekazano Siłom Powietrznym 16 listopada 2006 roku. Otrzymały one numery boczne: 0201 i 0203. Uroczystość przekazania odbyła się w Dęblinie, w Wyższej Szkole Oficerskiej Sił Powietrznych. Po uroczystości Dyrektor Departamentu Zaopatrywania Sił Zbrojnych RP gen. bryg. Roman Polak i ówczesny prezes PZL Świdnik Mieczysław Majewski podpisali umowę na dostawę kolejnych 22 maszyn, które miały być dostarczone w ciągu trzech lat (wszystkie w wariancie szkolnym dla 1 Ośrodka Szkolenia Lotniczego WSOSP).
W listopadzie 2010 roku z uwagi na wzrastające zainteresowanie śmigłowcem SW-4 na wschodzie przeprowadzono badania układów maszyny w niskich temperaturach – początkowo w komorze klimatycznej Politechniki Krakowskiej (do –40 °C), następnie w styczniu 2011 roku w rzeczywistych warunkach arktycznych w okolicach Jakucka w Rosji (do –50 °C). Ponadto śmigłowiec poddano testom w wysokich temperaturach, które przeprowadzono w USA.
Po przejęciu w roku 2010 PZL Świdnik przez firmę AgustaWestland rozpoczęto prace nad budową bezzałogowej wersji SW-4. Demonstrator zaprezentowano po raz pierwszy na MSPO 2013. Wariant bezzałogowy został oznaczony jako SW-4 RUAS/OPH i wyposażony w układ zdalnego sterowania, dzięki czemu śmigłowiec może zostać wykorzystany do monitoringu środowiskowego, badania terenu skażonego i oceny skutków klęsk żywiołowych. Ponadto układ automatyczny może zostać całkowicie odłączony od układu sterowania maszyną, nad którą kontrolę przejmuje pilot.

## Certyfikaty
Śmigłowiec został zaprojektowany w zgodności z europejskimi przepisami lotniczymi JAR-27 i amerykańskimi FAR-27. 14 listopada 2002 roku cywilny wariant śmigłowca SW-4 otrzymał świadectwo typu nadane przez polski Urząd Lotnictwa Cywilnego. Natomiast 29 lipca 2005 roku maszyna uzyskała świadectwo rosyjskiego MAK. Ponad dwa lata później, 27 września 2007 roku śmigłowiec PZL SW-4 uzyskał certyfikat EASA.
Ponadto 30 grudnia 2008 roku SW-4 otrzymał świadectwo nadane przez chiński nadzór lotnictwa cywilnego.
W 2010 roku śmigłowiec SW-4 otrzymał certyfikat EASA na zastosowanie podwieszenia zewnętrznego. Uzyskany certyfikat umożliwia instalację podwieszenia zewnętrznego oraz np. zastosowanie w wersji przeciwpożarowej zbiornika Bambi model 1012 produkcji firmy SEI.

## Niepotwierdzony montaż w Chinach
W roku 2007 PZL Świdnik podpisało umowę z Chinami dotyczącą montażu śmigłowców w nowo budowanym zakładzie w specjalnej strefie rozwojowej prowincji Jiangxi. Zakładała ona złożenie 150 śmigłowców PZL SW-4, PZL W-3 oraz PZL Kania w okresie 2007-2014.
25 lutego 2010 roku, źródła chińskie podały, że w Nanchang Changbei International Airport nastąpił oblot pierwszego zmontowanego w Chinach SW-4. Według nich montaż odbył się w Zakładach Produkcji Lotniczej Czerwony Orzeł w Jiujiang z elementów dostarczonych z Polski.
Zakład PZL Świdnik nie potwierdził informacji, że śmigłowce PZL SW-4 montowane są w Chinach.

## Opis konstrukcji

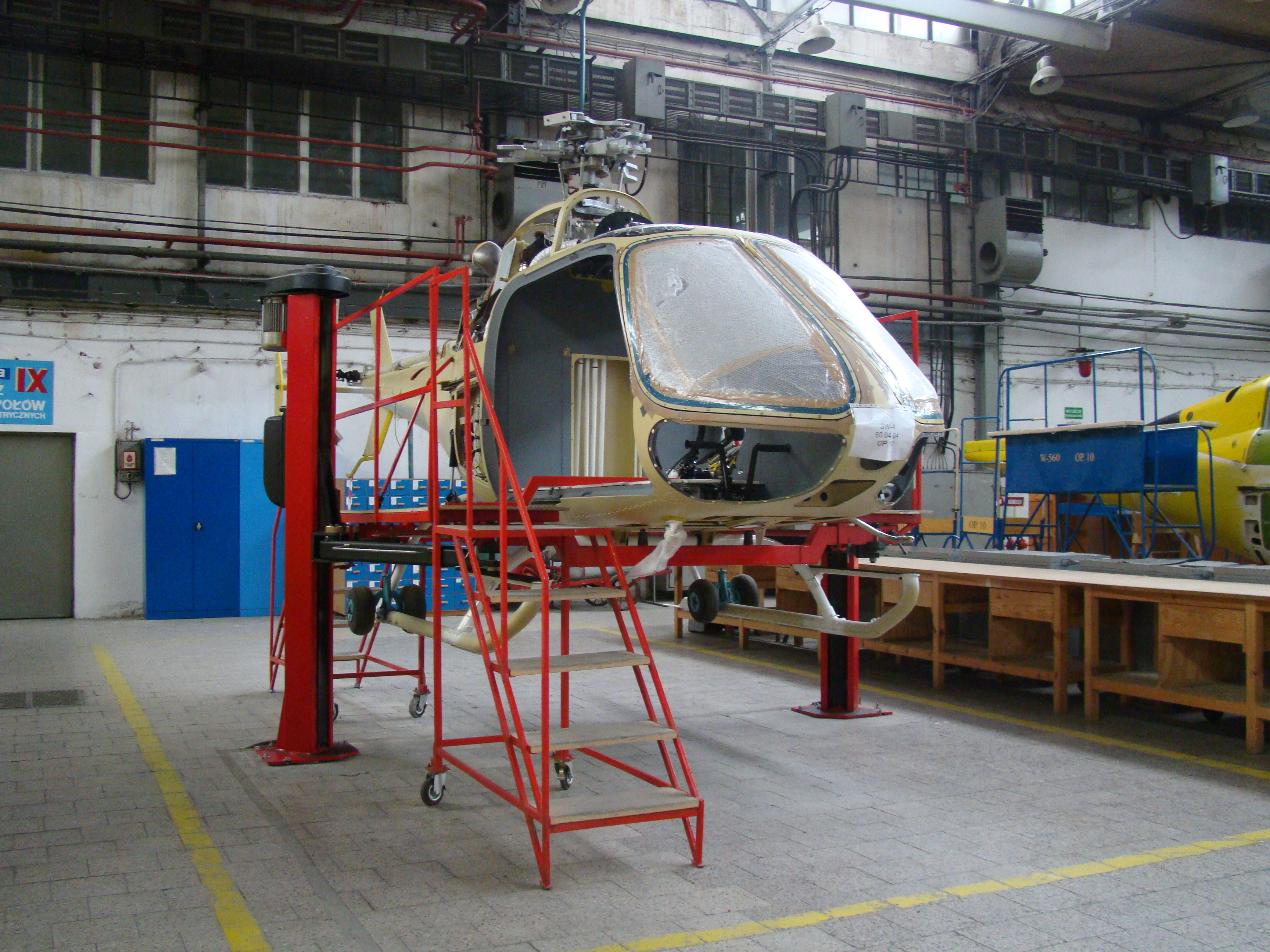
Kadłub SW-4 podczas produkcji

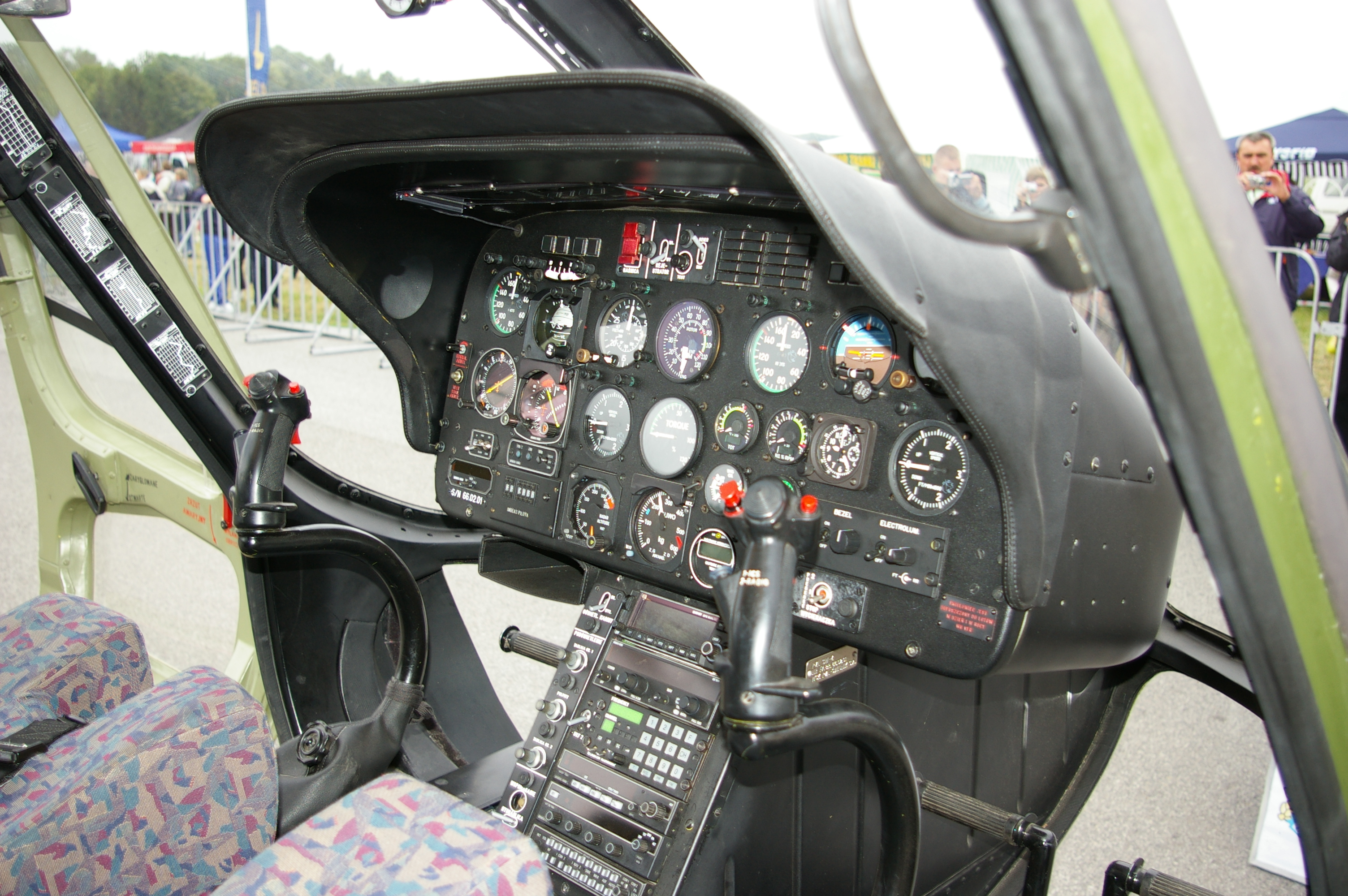
Kokpit SW-4 „Puszczyk”

Śmigłowiec PZL SW-4 jest lekką, jednosilnikową maszyną w układzie klasycznym z trójłopatowym wirnikiem nośnym i dwułopatowym śmigłem ogonowym.
Kadłub o konstrukcji metalowej półskorupowej wykonano ze stopów aluminium. Natomiast kabinę pilotów wykonano z kompozytu szklano-epoksydowego. Długość całej kabiny wynosi 2340 mm, szerokość – 1403 mm, zaś wysokość – 1250 mm. W kabinie zastosowano izolację akustyczną. Oszklenie kabiny wykonano z pleksiglasu, co zapewnia widoczność we wszystkich kierunkach. W tylnej części kadłuba umieszczono bagażnik o pojemności 0,83 m³ przeznaczony na 150 kg ładunku, a także przedział na wyposażenie radiowo-nawigacyjne. Po obu stronach kadłuba w części przedniej znajdują się otwierane na zawiasach drzwi o wymiarach 650x1150 mm, a w części tylnej odsuwane drzwi tylne o wymiarach 820x1150 mm. Pomiędzy drzwiami przednimi i tylnymi nie ma słupka, co ułatwia załadunek. Ponadto pod kadłubem możliwa jest instalacja podwieszenia zewnętrznego ONBOARD SYSTEMS Talon LC o udźwigu 650 kg, wykorzystywanego np. w wersji przeciwpożarowej. Belka ogonowa o konstrukcji metalowej półskorupowej, zakończona jest podstawą przekładni ogonowej. SW-4 wyposażony jest w podwozie elastyczne płozowe ze stopów aluminium ze stalowymi nakładkami.
Napędem SW-4 jest jeden silnik turbinowy Rolls Royce Model 250 C20/R-2(SP) o mocy 336 kW (456 KM). Silnik wyposażony został w instalację przeciwpożarową. Wlot powietrza może być wyposażony w filtr przeciwpyłowy. Wirnik nośny przegubowy, trzyłopatowy cechuje się łopatami wykonanymi z kompozytu szklano-epoksydowego. Z takiego samego materiału wykonano łopaty wirnika ogonowego.
Zbiornik paliwa ma pojemność 478 litrów, co przy zużyciu paliwa na poziomie 98-120 l/h pozwala na maksymalnie 5 godzin lotu. Wykonano go z takich materiałów, by był odporny na zgniecenie w przypadku przymusowego lądowania. Zbiornik umieszczono w centralnej części kadłuba pod komorą przekładni głównej.
Kabina SW-4 w wariancie podstawowym przystosowana jest do przewozu 5 osób (pilot+4 pasażerów). Z przodu umieszczono dwa fotele, z tyłu zaś trzy. Wszystkie z nich przystosowane są do pochłaniania energii w przypadku awaryjnego lądowania i posiadają pasy bezpieczeństwa. Wyposażona jest w system ogrzewania oraz wentylacji, opcjonalnie możliwy jest też montaż klimatyzacji.
Układ sterowania śmigłowcem opiera się na systemie linkowo-popychaczowym ze wspomaganiem hydraulicznym. Zastosowano sterownice klasyczne, które w wariancie szkolnym zostały zdwojone. Wyposażenie pilotażowo-nawigacyjne stanowi zestaw przyrządów pokładowych produkcji Bendix-King, umożliwiających loty z widocznością ziemi VFR (Visual Flight Rules) oraz oświetlenie kabiny przystosowane do użycia przez załogę gogli NVG. Ponadto awionika może być rozszerzona o przyrządy umożliwiające loty bez widoczności ziemi IFR (Instrument Flight Rules), a także specjalistyczne wyposażenie pilotażowo-nawigacyjne i trójosiowego autopilota.

## Kontrowersje
Negatywnie decyzję o zakupie maszyn ocenił generał brygady rezerwy Tomasz Drewniak. Wymienił on następujące wady śmigłowca: trudność w pilotażu i bardzo mała moc silnika, która zmuszała pilotów do wymontowania tylnych kanap w celu odciążenia maszyny, mobilność maszyny oceniana na 30%, występowanie silnych drgań w czasie lotu (drgania źle wpływają na prace pilotów, skarżą się oni na poważne bóle kręgosłupa). Producent deklarował usunięcie awarii, natomiast do tej pory się ze swojej obietnicy nie wywiązał, rozwiązaniem miały być tłumiki drgań pod siedzeniami pilota (system obciążników na stalowych wąsach, które miały wyrównywać drgania indywidualne dla każdej maszyny). Obciążniki odrywały się w czasie lotu, zaczynały latać po całej kabinie wybijając w niej dziury.

## Warianty i modyfikacje

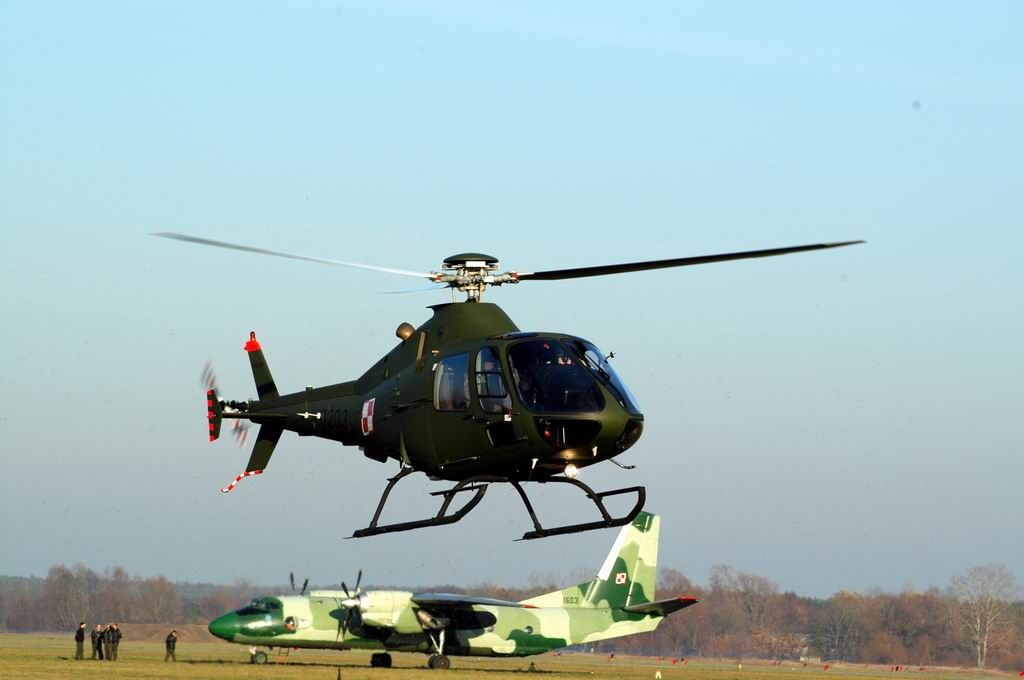
PZL SW-4 „Puszczyk” w locie

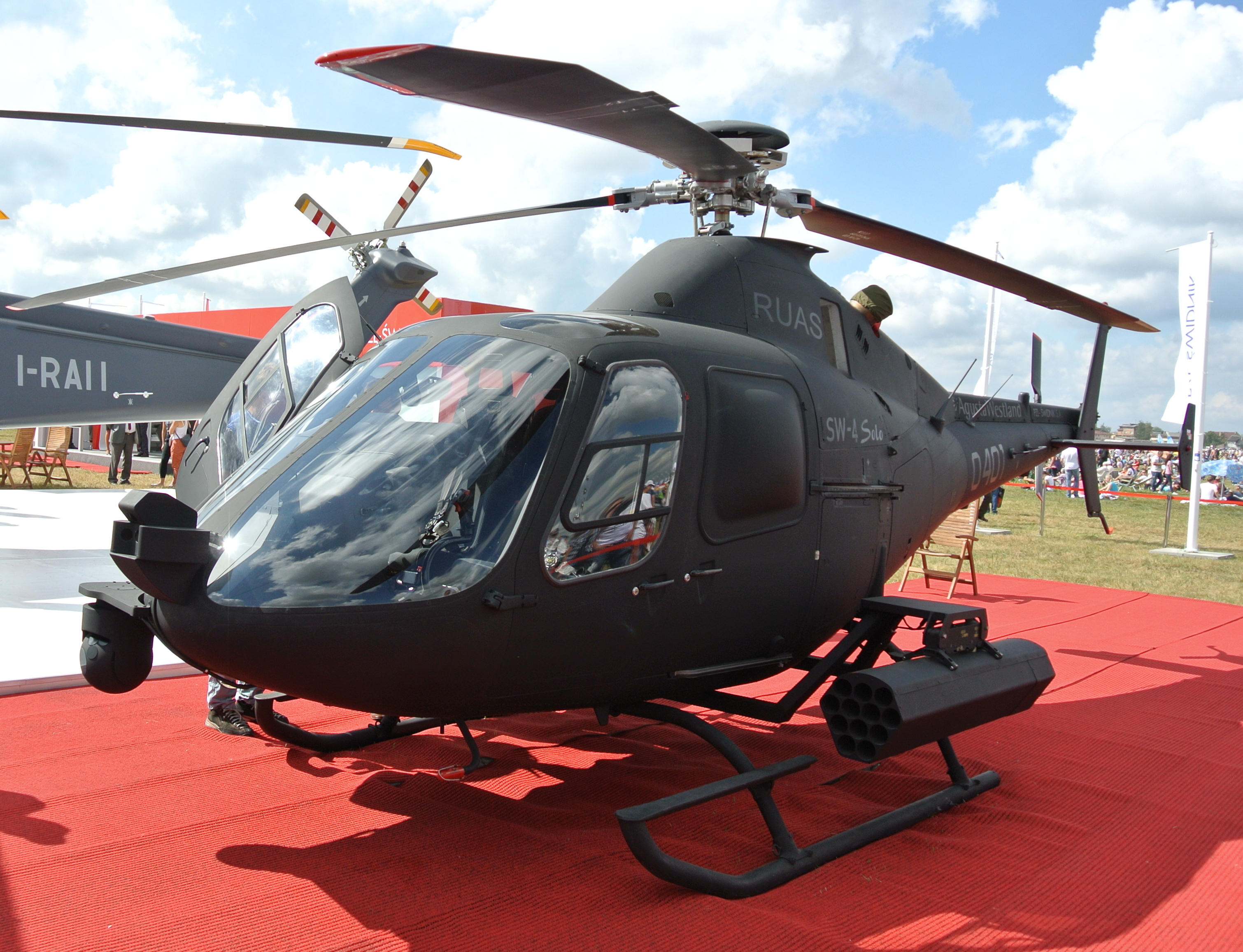
Wiropłat SW-4 Solo z proponowanym uzbrojeniem, prezentowany na pokazach lotniczych Air Show Radom 2013.

### Warianty
Warianty cywilne
- wariant pasażerski/VIP – pilot + czterech pasażerów. Wyposażony w fotele pochłaniające energię podczas wypadku, na życzenie istnieje możliwość obicia siedzeń skórą[3][18]
- wariant pasażersko-transportowy – pilot + ładunek o masie 323–450 kg. Ta wersja może być wykorzystywana do jednoczesnego przewozu osób i ładunków. Przystosowana jest do przewozu 323 kg ładunku w tylnej części kabiny, 90 kg w przedniej i do 150 kg w przedziale bagażowym[3][18]
- wariant przeciwpożarowy – pilot + zbiornik SEI Bambi 1012 o pojemności 455 l i masie własnej 39 kg na węźle ONBOARD SYSTEMS Talon LC[3]
- wariant szkolny – pilot + 4 pasażerów[3]
- wariant transportu medycznego – pilot + sanitariusz + chory na noszach. Ten wariant może być wyposażony w takie wyposażenie specjalistyczne jak: zestaw pierwszej pomocy, koc ratunkowy, butla tlenowa, uchwyty do instalacji sprzętu medycznego, podłoga odporna na zabrudzenia, system łączności wewnętrznej i zewnętrznej, wciągarka[3].

Wariant policyjny
- wariant policyjny – pilot + 1-2 pasażerów. Wariant przeznaczony dla policji może być wyposażony w: wciągarkę, systemy łączności wewnętrznej i zewnętrznej, system nagłaśniający, reflektor poszukiwawczy, megafon, nóż-przecinak, system ostrzegania o przeszkodach, system do desantowania na linie[3].

Warianty wojskowe
- PZL SW-4 „Puszczyk” – wariant szkolny opracowany dla Sił Powietrznych.
- PZL SW-4 Solo RUAS/OPH – proponowany wariant bezzałogowy, opcjonalnie pilotowany fizycznie przez pilota, opracowany wspólnie przez PZL Świdnik i koncern Agusta Westland w oparciu o podstawową wersję śmigłowca SW-4, pierwotnie z przeznaczeniem do operowania z okrętów nad morzem w ramach brytyjskiego programu RUAS (Rotary Wing Unmanned Air System)[19]. Może również służyć do takich działań jak: transport, prowadzenie rozpoznania, zwiadu oraz nadzoru, przenoszenia zaopatrzenia, uzbrojenia, systemów obserwacyjnych, czy łączności[19]. Po raz pierwszy zaprezentowany w roku 2012 na MSPO w Kielcach[9]. Uczestniczył również w europejskim programie badawczym morskich technologii bezzałogowych OCEAN 2020[20].

## SW-4 „Puszczyk” w Wojsku Polskim

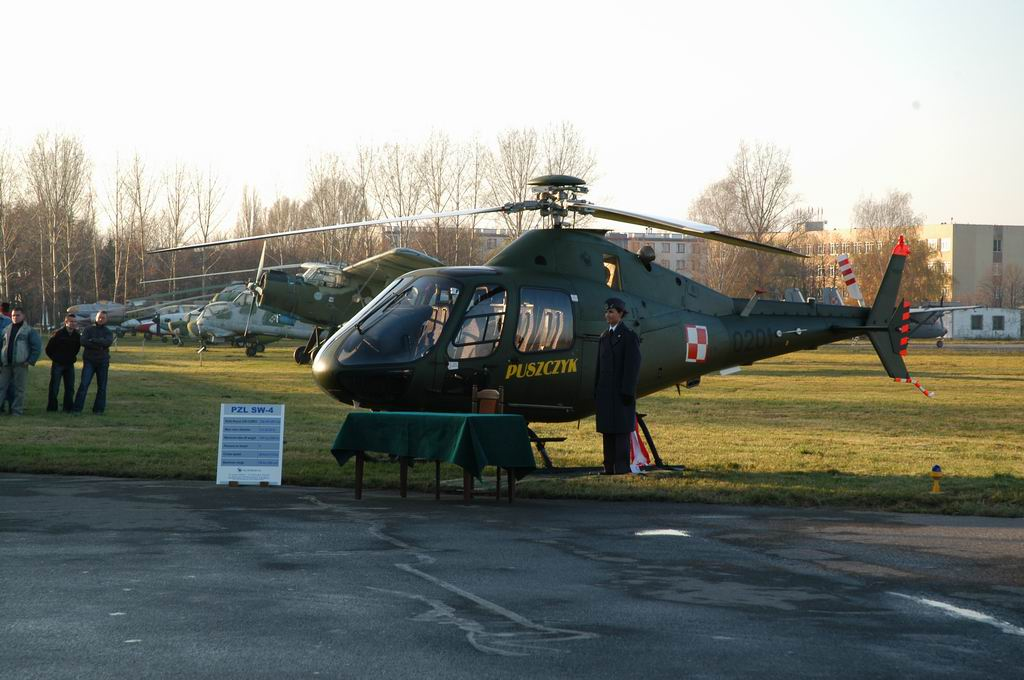
Uroczystość przyjęcia SW-4 „Puszczyk” do służby w Siłach Powietrznych. 16 listopada 2006 roku

Pierwsze śmigłowce SW-4 trafiły oficjalnie na wyposażenie Sił Powietrznych w roku 2006. Dostawy kolejnych maszyn trwały do 31 marca 2010 roku i ostatecznie do Sił Powietrznych dostarczono 24 śmigłowce.
Siły Powietrzne wykorzystują SW-4 „Puszczyk” w wariancie szkolnym, ze zdublowanymi sterownicami oraz rozbudowanym wyposażeniem pilotażowym dostosowanym do wykonywania lotów NVG/IFR. Początkowo trafiły na wyposażenie 1. Ośrodka Szkolenia Lotniczego, a od roku 2010 wszystkie „Puszczyki” znajdują się na wyposażeniu 41. Bazy Lotnictwa Szkolnego w Dęblinie. Wykorzystywane są m.in. do ćwiczenia lotów w różnych warunkach oraz nauki autorotacji.
W Lotniczej Akademii Wojskowej SW-4 zastąpiły w roli maszyny szkolnej śmigłowce Mi-2. W porównaniu do nich SW-4 jest o wiele mniej paliwożerny, sprawia mniej kłopotów w eksploatacji, a ponadto przygotowanie go do kolejnego lotu zabiera o połowę mniej czasu. Poza tym nie wymaga drabinek, podestów ani specjalnych wózków.
W roku 2012 do WSO SP trafił symulator śmigłowca SW-4 produkcji ETC-PZL Aerospace Industries. Składa się on z kokpitu oraz sferycznego ekranu, na którym prezentowany jest obraz otoczenia wyświetlany z ośmiu projektorów.

## Użytkownicy
Wojskowi

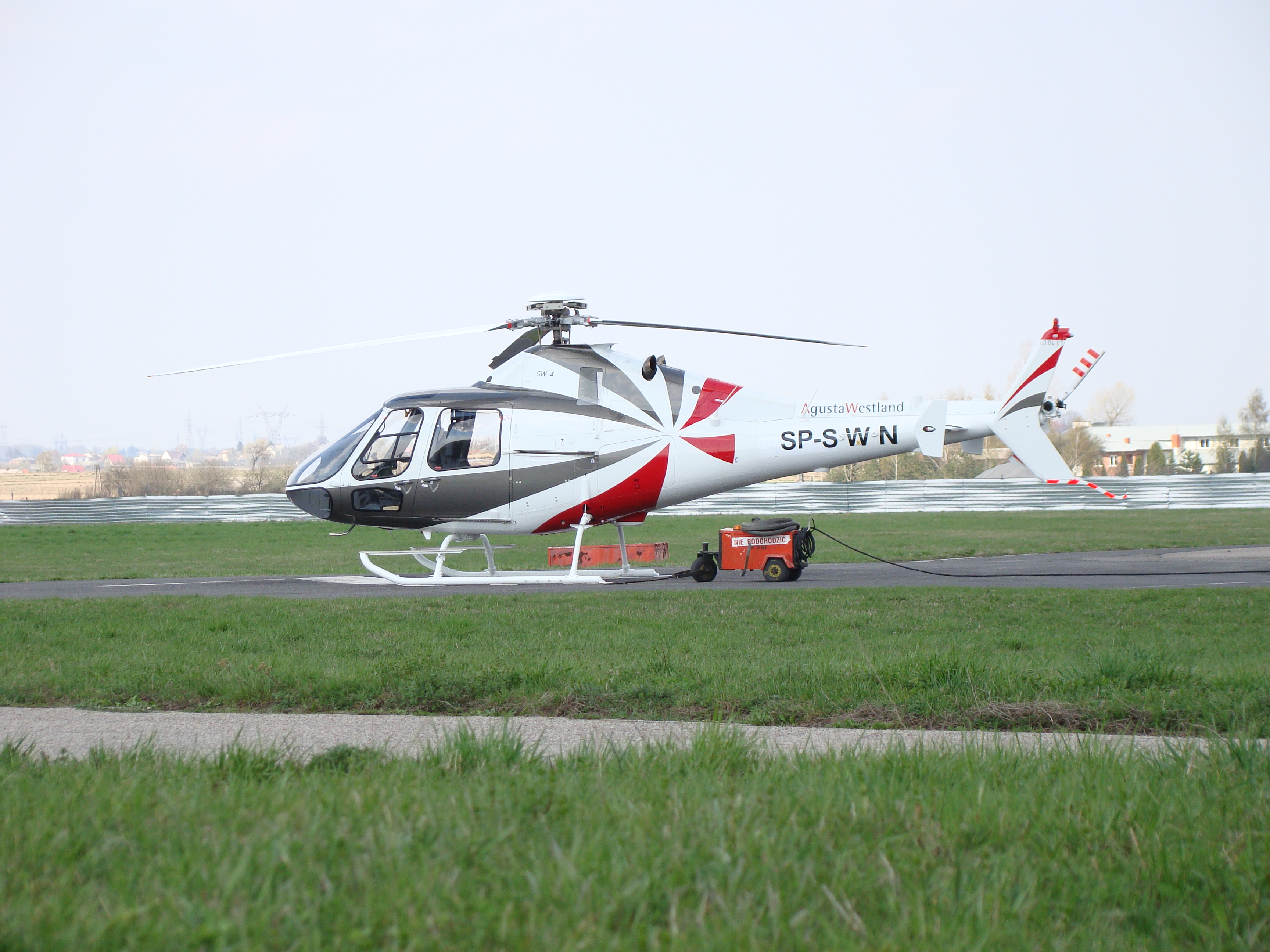
SW-4 w malowaniu promocyjnym AgustaWestland

- Polska: Siły Powietrzne – 24 maszyny SW-4 „Puszczyk” w wariancie szkolnym

Cywilni
- Polska[2]
- Chiny: Tianyi Helicopter Xinjiang Airlines Company[2][21]
- Korea Południowa: Ace Air, Yech’on Astronomical Space Center[2]
- Ukraina: Spets Avia[2]
- Brazylia[21]
- Włochy: Akademia lotnicza A. Marchetti w Cascina Costa i Vergiate[21]

## Wypadki z udziałem śmigłowca SW-4
Lista wypadków z udziałem śmigłowca SW-4:
| Data             | Miejsce                                             | Opis wypadku/okoliczności | Poszkodowani               | Dane śmigłowca                               | Przypis              |
| ---------------- | --------------------------------------------------- | --- | -------------------------- | -------------------------------------------- | -------------------- |
| 3 kwietnia 2007  | Polska, Dęblin, Lotnicza Akademia Wojskowa          | Śmigłowiec uległ uszkodzeniu podczas szkolenia pilota wykonującego lądowanie z autorotacją (z wyłączonym napędem wirnika). Na skutek przeciążenia łopaty wirnika głównego uszkodziły belkę ogonową. Nikt nie zginął.                                    | brak dokładnych informacji | SW-4 „Puszczyk” – brak dokładnych informacji | [ 22 ] [ 23 ] [ 24 ] |
| 15 stycznia 2012 | Stany Zjednoczone, Port lotniczy Fairbanks (Alaska) | Śmigłowiec rozbił się podczas przeprowadzania prób lotów w bardzo niskiej temperaturze. Nikomu nic się nie stało, pilot i dwaj pasażerowie wydostali się z wraku o własnych siłach. Według komunikatu FAA, w czasie testów temperatura wynosiła –38 °C. | brak                       | nr rej. SP-SSW, nr ser. 60.04.01             | [ 25 ] [ 26 ]        |
| 6 lutego 2012    | Korea Południowa                                    | Śmigłowiec został prawdopodobnie uszkodzony w wyniku twardego lądowania | brak informacji            | nr rej. HL9403 (nr ser. 60.03.21)            | [ 27 ]               |
| 6 czerwca 2013   | Polska, Dęblin, Lotnicza Akademia Wojskowa          | Około godziny 15:35 podczas ćwiczeń awaryjnego lądowania doszło do wypadku. Śmigłowiec został uszkodzony, nie doszło do pożaru. Dwóm pilotom obecnym w maszynie nic się nie stało.                                                                      | brak                       | SW-4 „Puszczyk” – brak dokładnych informacji | [ 28 ]               |
| 16 czerwca 2013  | Chiny, okolice Yinan w prowincji Szantung           | Wczesnym rankiem, około godziny 7:10 w czasie opryskiwania pól pestycydami z niewiadomych przyczyn rozbił się śmigłowiec SW-4 | zginął pilot               | śmigłowiec zmontowany w Chinach              | [ 29 ]               |
| 13 grudnia 2017  | Polska, Dęblin, Lotnicza Akademia Wojskowa          | Śmigłowiec uległ uszkodzeniu podczas lądowania, maszyna przewróciła się na bok. | dwóch pilotów rannych      | SW-4 „Puszczyk” – brak dokładnych informacji | [ 30 ]               |